# Kingman (Indiana)
Kingman es un pueblo ubicado en el condado de Fountain en el estado estadounidense de Indiana. En el Censo de 2010 tenía una población de 511 habitantes y una densidad poblacional de 241,2 personas por km².

## Geografía
Kingman se encuentra ubicado en las coordenadas 39°58′00″N 87°16′43″O / 39.96667, -87.27861. Según la Oficina del Censo de los Estados Unidos, Kingman tiene una superficie total de 2.12 km², de la cual 2.12 km² corresponden a tierra firme y (0%) 0 km² es agua.

## Demografía
Según el censo de 2010, había 511 personas residiendo en Kingman. La densidad de población era de 241,2 hab./km². De los 511 habitantes, Kingman estaba compuesto por el 97.65% blancos, el 0% eran afroamericanos, el 0% eran amerindios, el 0% eran asiáticos, el 0% eran isleños del Pacífico, el 0.39% eran de otras razas y el 1.96% pertenecían a dos o más razas. Del total de la población el 1.37% eran hispanos o latinos de cualquier raza.